# FriiskFunk
FriiskFunk ist eine Radiosendung in nordfriesischer Sprache, die seit dem 25. September 2010 wochentags von 8 bis 10 Uhr morgens (früher: wochentags von 8 bis 9 Uhr morgens) über den Offenen Kanal Westküste (Westküste FM) ausgestrahlt wird. Die Produktion der friesischsprachigen Beiträge wird finanziert von der Ferring Stiftung und vom Friesenrat und das Radiostudio ist in den Gebäuden der Ferring Stiftung in Alkersum eingerichtet. Zum Programm gehören neben Informationen zu Aktivitäten und Kultur aus dem Bereich der nordfriesischen Volksgruppe auch der Nachrichtenblock „Nais foon diling frasche tisinge foon e Friisk Foriining“ der vom Friisk Foriining produziert wird. Es ist das erste Projekt dieser Art.